# فاليس دي بالينزويلا
بلدية فاليس دي بالينزويلا (بالإسبانية: Valles de Palenzuela)‏, هي إحدى بلديات مقاطعة برغش, التي تقع في منطقة قشتالة وليون, والتي تقع في شمال غرب إسبانيا.
يبلغ عدد سكانها 103 نسمة وفقاً لإحصائية سنة (2002).